# Al-Dana, Syria
Al-Dana (tiếng Ả Rập: الدانا) là một thị trấn ở phía bắc Syria, một phần hành chính của Tỉnh Idlib, nằm ở phía bắc Idlib, cách Aleppo 38 km về phía tây, và ngay phía đông biên giới với Thổ Nhĩ Kỳ. Các địa phương lân cận bao gồm Sarmada ở phía tây nam, Tell al-Karamah ở phía nam, Atarib ở phía đông nam, Turmanin ở phía đông bắc, Salwah ở phía bắc và Qah ở phía tây bắc. Theo Cục Thống kê Trung ương Syria, al-Dana có dân số 14.208 trong cuộc điều tra dân số năm 2004. Thị trấn cũng là trung tâm hành chính của al-Dana nahiyah bao gồm mười ba ngôi làng với dân số kết hợp là 60.058. Al-Dana là đáng chú ý cho ngành công nghiệp nhuộm chàm đã biến mất.

## Lịch sử

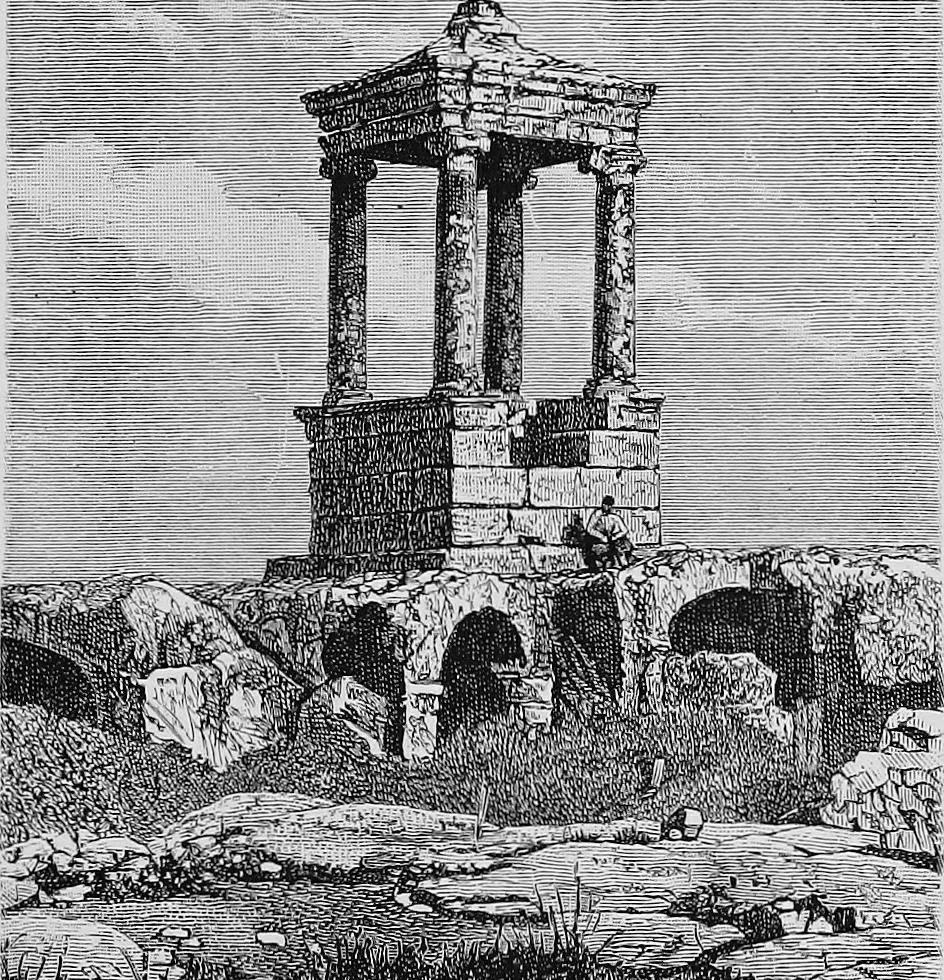
Ngôi mộ kim tự tháp La Mã.

Al-Dana đã được xác định với Aramaean thành phố"Adennu"hoặc"Adinnu." Adennu là thành phố Aramaean đầu tiên bị người Assyria chinh phục trong chiến dịch quân sự của Shalmaneser III chống lại Syria vào năm 853 trước Công nguyên. Thành phố đã bị bắt mà không có sự kháng cự.
Là một phần của cái gọi là Thành phố chết, al-Dana và vùng phụ cận của nó chứa vô số tàn tích cổ có từ thế kỷ thứ 3 và thứ 4 sau Công nguyên. Một lăng mộ kim tự tháp La Mã được bảo tồn tốt, làm bằng đá màu vàng và chạm khắc tinh xảo, nằm ở phía bắc của trung tâm thị trấn hiện đại. Một cửa ngõ La Mã và chân dung của một số tòa nhà thời La Mã khác cũng tồn tại.
Vào cuối thế kỷ 11 CE, al-Dana và Sarmada gần đó đã bị quân Thập tự chinh cướp phá. Nhà địa lý người Syria thế kỷ 13 Yaqut al-Hamawi đã đến thăm al-Dana vào những năm 1220, lưu ý rằng nó nằm trên sườn núi Lebanon gần Aleppo ở khu vực al-'Awasim. Ông mô tả ngôi làng là một"nơi rất cổ"gần đó là một"bục lớn, rộng như một trường đua ngựa, được cắt ở sườn đồi, quảng trường và san bằng. Ở trung tâm của nó là một mái vòm, bên trong là một ngôi mộ, là một trong những Adites cổ đại, nhưng nó không được biết đến."
Vào giữa thế kỷ 19, al-Dana đã được du khách người Anh James Silk Buckingham đến thăm, người đã lưu ý rằng ngôi làng được xây dựng dọc theo sườn của một tảng đá ở trung tâm của một đồng bằng. Hầu hết các ngôi nhà của nó được xây dựng từ tàn tích của các cấu trúc cũ, gợi ý cho Buckingham rằng al-Dana trước đây là một khu định cư đáng kể. Khoảng 500 người Hồi giáo sống trong ngôi làng và được thờ phụng trong một nhà thờ Hồi giáo nhỏ, với một tháp và sáu mái vòm được sắp xếp thành hai hàng riêng biệt tương ứng với mỗi lối đi bên trong.
Gần đây, thị trấn nằm dưới sự kiểm soát của Quân đội Syria Tự do do Thổ Nhĩ Kỳ hậu thuẫn.